# جيروين مايرز
جيروين مايرز (بالهولندية: Jeroen Meijers)‏ (و. 1993  م) هو راكب دراجة هوائية هولندي، ولد في تلبرغ.

## سجل الفوز

### سباقات أو مراحل فاز بها
| التاريخ        | السباق                        | المركز                                                                    |
| -------------- | ----------------------------- | ------------------------------------------------------------------------- |
| 01 يناير 2013  | 2013 Carpathian Couriers Race |                                                                           |
| 11 مايو 2014   | رينجيريك جراند بريكس 2014     | العاشر في التصنيف العام                                                   |
| 18 سبتمبر 2015 | بطولة فلاندرز 2015            | المرتبة 17 في التصنيف العام                                               |
| 01 يناير 2016  | 2016 Kreiz Breizh Elites      | الفائز في التصنيف العام                                                   |
| 01 مايو 2016   | طواف دي بريتاجن 2016          |                                                                           |
| 04 سبتمبر 2016 | طواف ديف يغد 2016             | الخامس في تصنيف أفضل شاب                                                  |
| 01 أبريل 2017  | فولتا ليمبورغ الكلاسيكي 2017  | السادس في التصنيف العام                                                   |
| 28 مايو 2017   | طواف ديف يغد 2017             | الرابع في تصنيف أفضل شاب، السابع في التصنيف العام، الثامن في تصنيف النقاط |
| 31 مارس 2018   | فولتا ليمبورغ الكلاسيكي 2018  | الثامن في التصنيف العام                                                   |
| 20 مايو 2018   | طواف النرويج 2018             | الثاني في تصنيف النقاط، السادس في التصنيف العام                           |
| 24 مايو 2018   | طواف ديف يغد 2018             | السادس في تصنيف أفضل شاب، التاسع في التصنيف العام                         |
| 30 مايو 2019   | طواف تاييوان 2019             |                                                                           |
| 18 يونيو 2019  | طواف الفلبين 2019             | الفائز في التصنيف العام                                                   |
| 14 سبتمبر 2019 | طواف الصين I 2019             | الفائز في التصنيف العام                                                   |
| 18 يوليو 2021  | 2021 Grand Prix Develi        |                                                                           |
| 23 يوليو 2022  | Grand Prix Erciyes 2022       | الفائز في التصنيف العام                                                   |
| 31 يوليو 2022  | 2022 Grand Prix Yahyalı       |                                                                           |
| 16 مارس 2023   | طواف تايوان 2023              | الفائز في التصنيف العام                                                   |
| 27 أغسطس 2023  | 2023 Tour of Yigido           |                                                                           |
| 29 سبتمبر 2024 | Oita Urban Classic 2024       | الفائز في التصنيف العام                                                   |

## روابط خارجية
- جيروين مايرز على موقع الاتحاد الدولي للدراجات (الإنجليزية)
- جيروين مايرز على موقع أرشيف الدراجات (الإنجليزية)
- جيروين مايرز على موقع إحصائيات الدراجات الإحترافية (الإنجليزية)
- جيروين مايرز على موقع نسبة الدراجات (الإنجليزية)